# Nagrada Riharda Jakopiča
Nagrada Riharda Jakopiča je nagrada, ki jo za dosežke na področju likovne umetnosti od stote obletnice rojstva slikarja Riharda Jakopiča leta 1969 podeljujejo Akademija za likovno umetnost v Ljubljani, Zveza društev slovenskih likovnih umetnikov in Moderna galerija. 
Nagrado podeljujejo vsako leto 12. aprila, na obletnico slikarjevega rojstva.
Nagrada je v razpisu objavljena sledeče:
Nagrado Rihard Jakopič prejme slovenski likovni ustvarjalec, ki deluje v kulturnem prostoru Republike Slovenije ali zunaj nje in je član Zveze društev slovenskih likovnih umetnikov. Kandidat za nagrado Riharda Jakopiča je lahko nagrajen samo enkrat. Nagrada se podeli za najboljše likovno vizualno delo, razstavo ali izvajano delo predstavljeno v javnosti v preteklih petih letih do dneva razpisa nagrade. Nagrada Riharda Jakopiča se lahko podeli tudi za življenjski opus. Kandidate lahko predlagajo kulturne ustanove, likovna društva ali državljani Slovenije.

## Prejemniki
- 1969: Marij Pregelj[a]
- 1970: Gabrijel Stupica
- 1971: Janez Bernik
- 1972: Drago Tršar
- 1973: Slavko Tihec
- 1974: Riko Debenjak
- 1975: Andrej Jemec
- 1976: Marjan Pogačnik
- 1977: Adriana Maraž
- 1978: France Mihelič
- 1979: Zoran Mušič
- 1980: Boris Jesih
- 1981: Jože Ciuha in Janez Lenassi
- 1982: Bogdan Borčič
- 1983: Metka Krašovec
- 1984: Štefan Planinc
- 1985: Zvest Apollonio
- 1986: Zdenko Kalin
- 1987: Vladimir Makuc
- 1988: France Rotar
- 1989: Emerik Bernard[b]
- 1990: Herman Gvardjančič
- 1991: Zmago Jeraj
- 1992: Lujo Vodopivec
- 1993: Marijan Tršar
- 1994: Lojze Logar
- 1995: Rudolf Kotnik
- 1996: Gustav Gnamuš
- 1997: Valentin Oman
- 1998: Živko Marušič
- 1999: nagrada ni bila podeljena
- 2000: Lojze Spacal[a]
- 2001: Matjaž Počivavšek
- 2002: Zdenko Huzjan
- 2003: Marjetica Potrč
- 2004: skupina Irwin
- 2005: Franc Purg
- 2006: Bogoslav Kalaš
- 2007: Srečo Dragan
- 2008: Marko Pogačnik
- 2009: Tadej Pogačar
- 2010: Berko (France Berčič)
- 2011: nagrada ni bila podeljena
- 2012: Zmago Lenardič
- 2013: Tugomir Šušnik
- 2014: Jože Barši
- 2015: Bojan Gorenec
- 2016: Tinca Stegovec
- 2017: Marjan Gumilar
- 2018: Dušan Tršar
- 2019: Milan Erič
- 2020: Sergej Kapus
- 2021: Franc Novinc in Milena Usenik - za življenjsko delo ter Silvester Plotajs Sicoe
- 2022: Duba Sambolec - za življenjsko delo in Tobias Putrih
- 2023: Staš Kleindienst
- 2024: Ančka Gošnik Godec - za življenjsko delo in Jurij Kalan
- 2025: Črtomir Frelih